# 北広島市立西の里小学校陽香分校
北広島市立西の里小学校陽香分校（きたひろしましりつにしのさとしょうがっこうはるかぶんこう）は、北海道北広島市西の里にある北広島市立西の里小学校の分校である。

## 概要
- 本校は、児童福祉法第44条に基づいて設置されている児童自立支援施設「北海道立向陽学院」に入所する児童が通う小学校である。また、男子は入校できない。

## 沿革
- 2011年（平成23年）4月1日 - 西の里小学校陽香分校を開設。

## 教育目標
- 1）きまりや学習の意義を自覚し、目標に向かって生活する中で、基本的な生活習慣や学習態度、基礎的・基本的な学習内容を自ら身に付ける児童生徒の育成
- 2）笑顔とあいさつ、感謝する心を大切にするとともに、自分の感情をコントロール視、自己の役割をしっかりと果たせる児童生徒の育成
- 3）自他の健康を考え、運動や音楽、美術、ものづくりなどを楽しむ、心身ともに調和のとれた元気な児童生徒の育成
- 4）自律し、学校復帰や進路実現を果たすことのできる児童生徒の育成

## 在籍者数
| 学年 | 1年 | 2年 | 3年 | 4年 | 5年   | 6年 | 特別支援 | 合計 |
| ---- | --- | --- | --- | --- | ----- | --- | -------- | ---- |
| 学級 | 0   | 0   | 0   | 0   | 0     | 1   | 2        | 3    |
| 児童 | 0   | 0   | 0   | 0   | （1） | 2   | 2        | 4    |

- 2023年（令和5年）5月1日時点[1]

## 周辺
- 北広島市立西の里小学校（本校） - 道路を挟んで、敷地が隣接。
- 国道274号

## アクセス
- JR北海道バス循環新32系統・新札幌西の里線[2]「西の里学校通」バス停（国道274号上）下車後、徒歩。